# Friederike Kronau

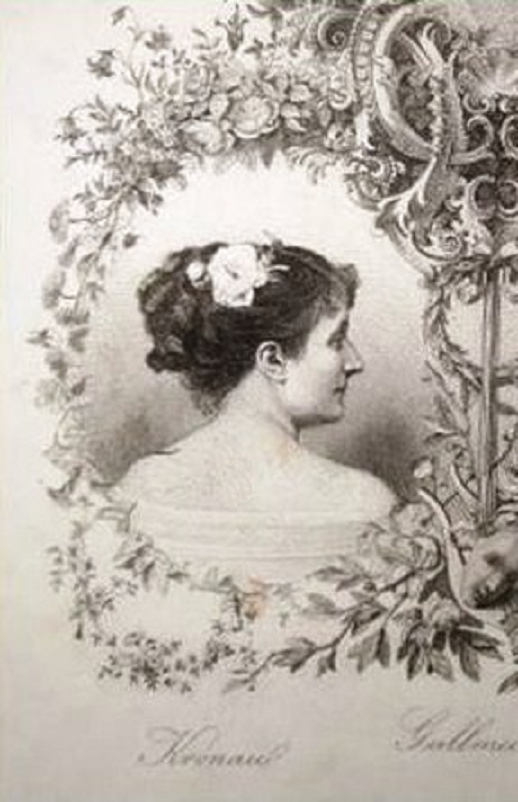
Friederike Kronau w "Wiener Koryphäen"

Friederike Kronau (ur. 7 marca 1841 w Ruhrorcie, zm. 18 lutego 1918 w Wiedniu) – niemiecko-austriacka aktorka.

## Życiorys
Friederike Kronau urodziła się 7 marca 1841 roku w Ruhrorcie, jednej z dzielnic miasta Duisburg. Friederike jest nieślubną córką aktorki Johanetty Friederiki Kronau.
Swoją karkierę na scenie Friederike rozpoczęła w roli nastoletniej kochanki, występując w Elblągu i w Linz. Od 1854 do 1855 występowała w Carltheater w Wiedniu, a następnie w Toruniu, Peszt i Dessau. Friederike wróciła potem do Pesztu, zanim w 1860 Heinrich Laube zaciągnął ją do Burgtheater. Do 1863 roku występowała tutaj na scenie jako nastoletnia kochanka i pani salonu (niem. Salondame).
W Burgtheater występowała w latach 1863-1865, po czym powróciła do Carltheater i wcielała się w role kobiece w komediach Victorien Sardou, Alexandre'a Dumasa i Octave'a Feuilleta. Friederike Kronau była ulubienicą wiedeńskiej publiczności i z powodzeniem występowała gościnnie w innych teatrach monarchii habsburskiej. Jej główne role to Abigail w Szklanka wody, Rosamunde w Rosenmüllerze i Finke, Benjamine w Dobrych przyjaciołach (niem. Die guten Freunde) oraz księżniczka George i Frou-Frou w sztukach o tym samym tytule.
W maju 1873 roku, około rok po zawarciu pierwszego małżeństwa, Friederike Kronau zakończyła karierę na scenie.

### Życie prywatne
W 1872 roku Friederike wyszła za mąż za Leopold von Edelsheim-Gyulai, który najpierw był pułkownikiem, a później generałem kawalerii. Mieli jedno dziecko, syna Leopolda. Jako dziedziczny członek izby wyższej, Leopold otrzymał w 1906 roku status węgierskiego hrabiego jako „hrabia Edelsheim-Gyulai von Marosnémeth i Nádaska”. Ożenił się z księżniczką Irmą Odescalchi de Szerém.
Jej potomikini, Ilona Gräfin von Edelsheim-Gyulai, poślubiła wiceregenta Węgier Istvána Horthyego, syna regenta Węgier Miklósa Horthyego. 